# غندكرو
غندكرو هي بلدة في جنوب السودان على الضفة الشرقية من للنيل الأبيض وتبعد 750 كيلومتر عن الخرطوم.
كانت سابقا المقر العام للجزء الشمالي للمحمية البريطانية حينذاك يوغندا. أهمية البلدة تكمن في أنها على بعد أميال قليلة من حدود الملاحة في النيل والتيار الشمالي الذي يوصل للخرطوم. من هذه النقطة تستمر الرحلة برا إلى أوغندا.
وصلها عدة رحالة من بينهم جون بثريك وصمويل بيكر (وصلها 26 آذار/مارس سنة 1863م) ومحمد سليم القبطان. من خلال القبطان سليم وجنوده؛ تعرّفت الشعوب التي كانت تقطن بالقرب من غندكرو على دين الإسلام، وقد اعتنقه بعضهم. وصلها أيضا بعض المبشرين النصارى من المجر عام 1852م.
دخلها الجيش المصري في عهد الخديو إسماعيل بدون معارك واسموها الإسماعيلية ورفع العلم المصري فيها يوم 26 أيار/مايو 1871م. وقعت  بعدها في ايدي المهديين اتباع محمد أحمد المهدي عام 1885م ولكن احتلت من بريطانيا عام 1898م.
اقرب مدينة من غندكرو هي جوبا.